# Autopont
 (janvier 2021).
Si vous disposez d'ouvrages ou d'articles de référence ou si vous connaissez des sites web de qualité traitant du thème abordé ici, merci de compléter l'article en donnant les références utiles à sa vérifiabilité et en les liant à la section « Notes et références ».
 (janvier 2021).

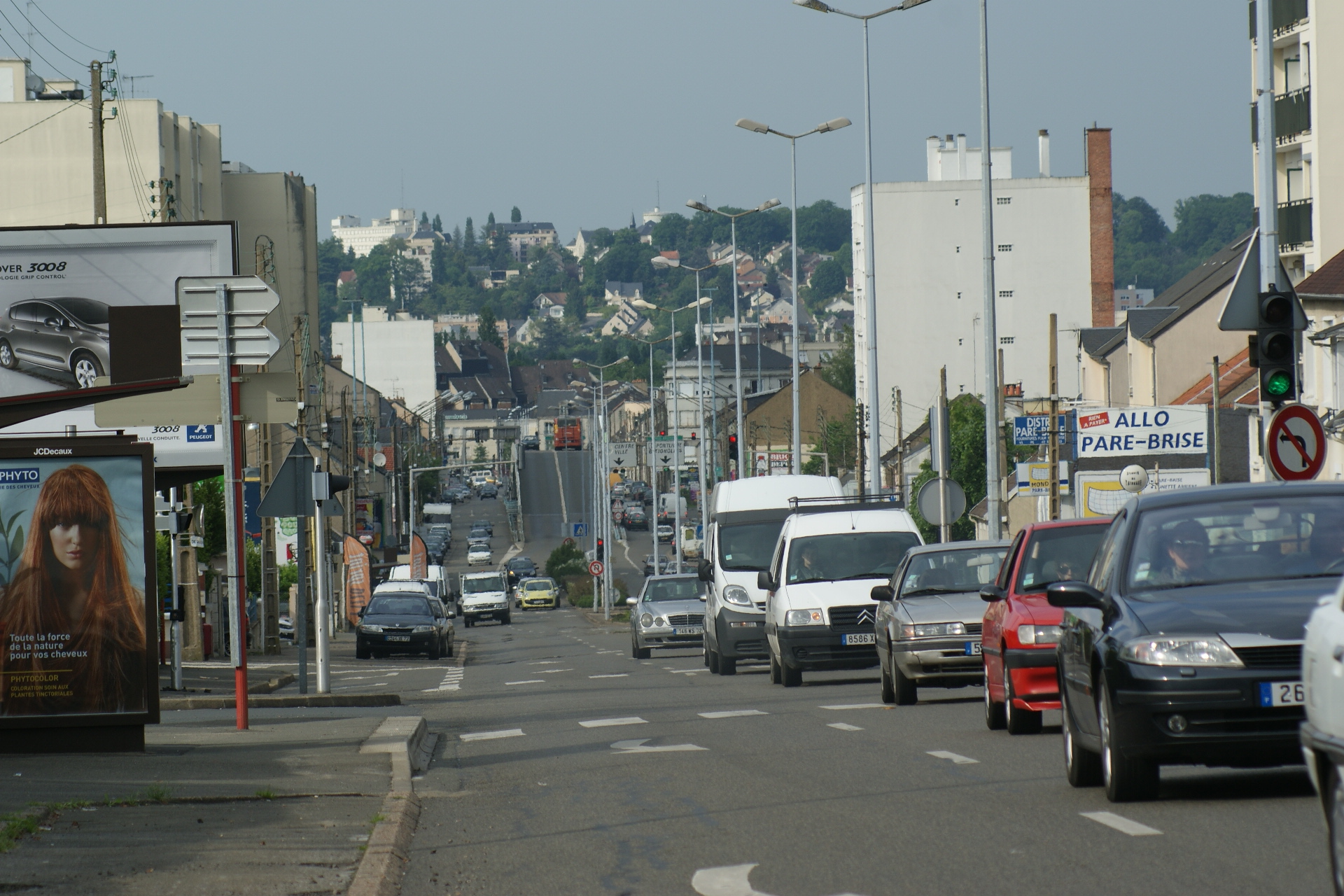
Au second plan : un autopont du Mans, avenue Félix-Geneslay.

Un autopont est un pont construit pour améliorer la circulation routière et emprunté uniquement par des véhicules à moteur.
De façon générale, un autopont enjambe un carrefour ou un axe plutôt encombré d'ordinaire et permet à la circulation sur un axe privilégié et majoritairement chargé de s'écouler sans avoir à subir les arrêts (feux tricolores ou stop) d'un carrefour classique. La vitesse y est limitée, le plus souvent à 50 km/h. Il est très rare que des poids lourds, et plus encore cyclistes ou piétons puissent emprunter ce type d'ouvrage.
Le plus souvent, il s'agit d'une structure métallique « provisoire » supportant une chaussée bitumée à une voie de circulation dans chaque sens et, pour toute séparation entre ces voies, une ligne blanche continue. Le « provisoire » est le plus souvent d'une dizaine d'années.

## Histoire des autoponts en France

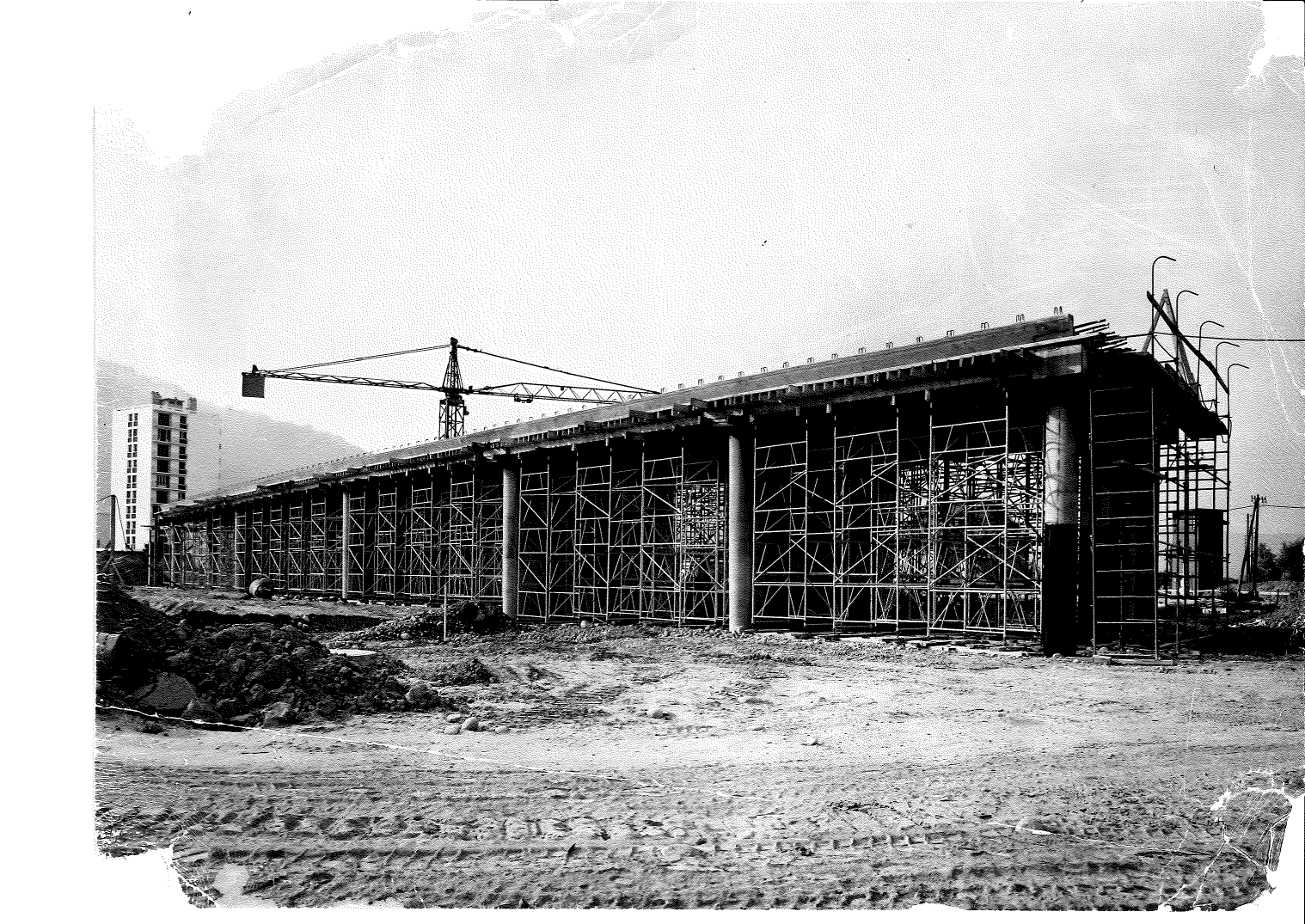
Autopont de Grenoble en construction en 1967 par l'entreprise Debernardy

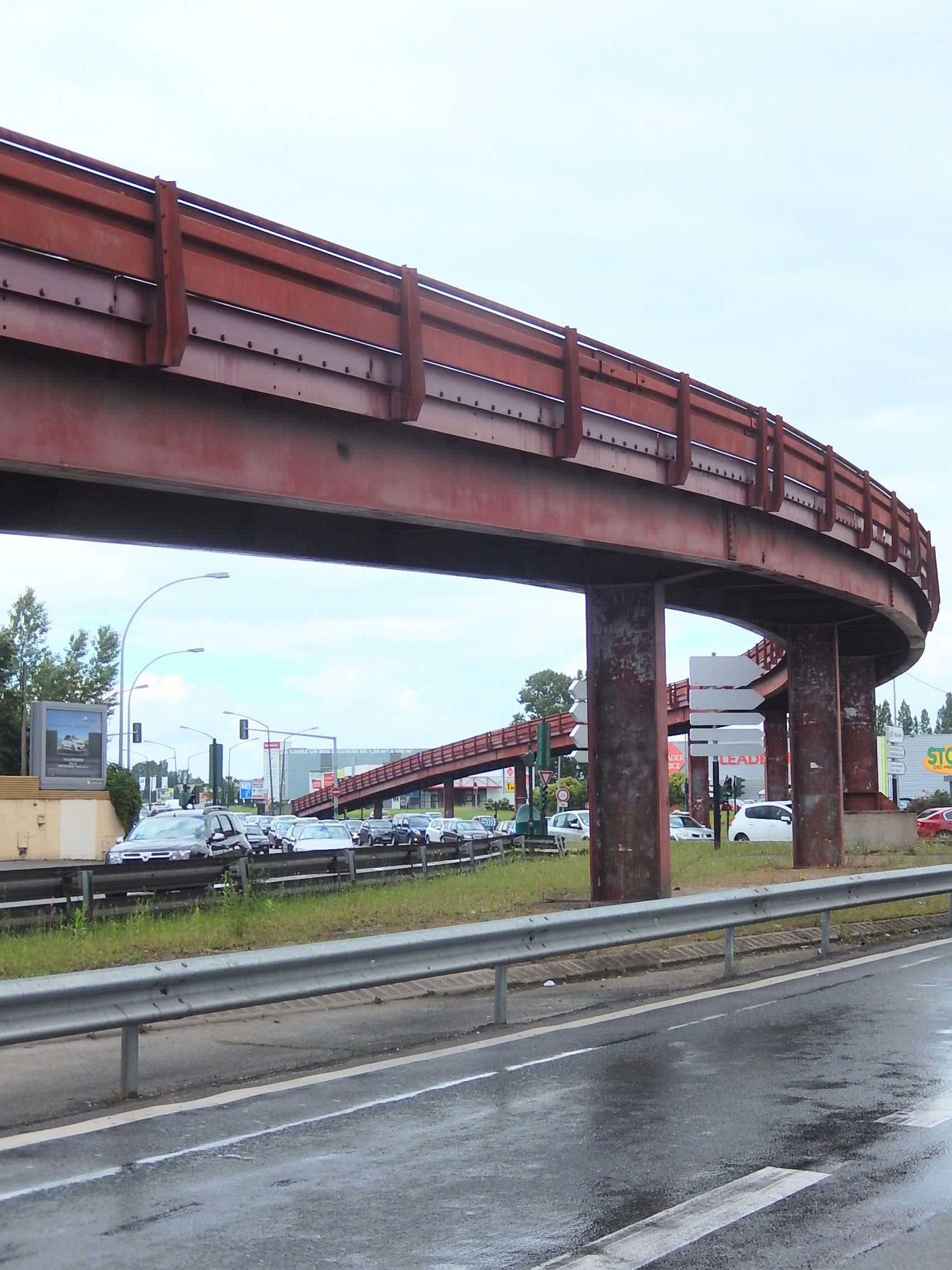
L'autopont à sens unique survolant la place Latule, à Bordeaux.

- Grenoble : construit en 1967 à l'occasion des Jeux olympiques d'hiver de 1968, un autopont est construit entre les boulevards Maréchal-Foch et Joseph-Vallier au-dessus du cours Jean-Jaurès. Il contenait deux voies de circulation dans chaque sens. Il fut détruit en juillet 2004 pour la construction de la ligne C du tramway grenoblois.
- Le Mans : construit dans les années 1970. Il permet aux usagers de se rendre plus facilement du centre-ville vers le circuit des 24 Heures du Mans. Il est bâti pour éviter le carrefour de l'Avenue Felix-Geneslay et de la D338 (Boulevard Pierre Brossolette et Boulevard Jean Moulin). Contrairement à la majorité des autres autoponts, il supporte les camions et autres véhicules lourds. Cependant, cette circulation nécessite une vigilance accrue de la part des services techniques de la ville. D'où une grande période de rénovation lancée en juillet 2009[1]. L'autopont est notamment connu (et le fait est reconnu de la part de la ville) pour servir de tremplin à de nombreuses courses illégales de motos se déroulant au sud de la ville. L'autopont a finalement été démonté en 2010.
- Bordeaux : l'autopont de la place Latule est toujours en service. Installé en 1972, sa démolition à terme est envisagée[2].
- Marseille : l'autopont est composé de deux sorties, nommés passerelles Ferrié, dans le secteur Ferrié-Schloesing-Rabatau. Il est construit au-dessus de la place Général-Ferrier, en 1969 ou 1978 par la société Delattre-Levivier. Les passerelles présentent de plus la particularité d'une forme en Y et de possibilité de montage en trois nuits. Les passerelles furent démontées en août 2021 afin d'aménager une bretelle souterraine, d'avoir un raccord routier avec le tunnel Prado-Sud et d'assurer la prolongation du tramway[3],[4].
- Rouen : l'autopont du rond-point des Chartreux (limite Le Petit-Quevilly), fut construit en 1972, et démonté en août 2008[5], l'autopont des Bruyères, construit en 1970 et démoli en 1990[6], et avenue de Caen (1970-1994).
- Nancy : un autopont avait été construit sur le Boulevard Lobau en 1972, et a été démonté en 1999[7].
- Le Havre : un autopont à Graville, construit en 1972 et démonté en 2015, passait au dessus d'une voie ferrée[8].
- Toulouse : Trois autoponts construits en 1970[9] à la Patte d'Oie, à la place Lafourcade, et à Croix-de-Pierre. Ils ont été démolis respectivement à la fin des années 90, en 1993 (replacé par un tunnel démoli en 2012) et en 1999.

En août 1969, le Ministère de l’Équipement a lancé un concours pour la fourniture d'éléments d'autoponts standardisés pour faciliter la mise en œuvre de ces ouvrages dont on avait de plus en plus besoin. Le nom de ces ponts modulaires était viaduc Métallique Démontable (V.M.D). Chaque élément de tablier faisait 3,50 m  de large et avait une longueur comprise entre 9 m et 30 m par pas de 3 mètres.
La Compagnie Française d'Entreprises Métalliques (CFEM) remporta le concours et le premier viaduc fut construit sur la rocade sud de Rennes en juillet 1970. 34 autres viaducs ont été construits par la suite suivant ce procédé. 
En 1972, le système a été amélioré marginalement et les VMD de deuxième génération ont vu le jour. Le premier a été mis en service en juillet 1973 à Savenay. 42 autres viaducs ont été construits représentant approximativement 12 000 tonnes d'acier laminé soudable.
Progressivement les VMD ont été démontés (remplacés par des carrefours plus urbains) et ont été stockés au Centre national des ponts de secours où, reconditionnés, ils sont loués pour rétablir en urgence ou provisoirement des communications.